# Ram Trucks
Ram kamioni (енгл. Ram Trucks) su američka marka komercijalnih vozila koja je specijalizovana za dizajn Dodž Ram arhitektonskih pikapova. To je podružnica grupacije Fijat Krajsler automobili, koja je takođe vlasnik brenda Dodž. Vozila Ram kamiona se prodaju u Kanadi i Sjedinjenim Državama. U 2011. godini, Kargova dodaje brendu, koji se sada pojavljuje kao poseban Dodž brend.
Tip vozila - okvir, kamionet. Suspenzija - mešovita (prednja - torziona, stražnja - lisna opruga), ili prednja - opruga na modelima treće generacije i potpuno opružna na modelima četvrte generacije. Tip pogona - Pogon na točak ili samo sa zadnje strane.
Jedan od retkih predstavnika pikapova u punoj veličini, do danas se proizvodi u fabrikama u Sjedinjenim Državama i Meksiku. On je debitovao 1981. godine. Glavna linija proizvedenih modifikacija pikap-a su predstavljena sa tri modela - Dodž Ram 1500/2500/3500 (do 1994 - 100/150/250/350). Diplomiranje se vrši u skladu sa nosivošću vozila u funtama. Istorijski gledano, za pikapove u punoj veličini, ovo je pola tone, tri četvrtine i jedna tona (stvarni teret raste sa svakom generacijom). Od 2008. godine linija linija je nastavljena u liniji kompletnih Dodž Ram kamiona, proizvedeni su Dodž Ram 4500/5500 kamioni. Postoje četiri generacije kamiona.
U Rusiji nije zvanično otpremljena.

## Pozadina
Do 1970-ih, Dodž je održavao posebnu marku za kamione, Fargo kamioni, prvenstveno za upotrebu izvan Sjedinjenih Država. Posle te tačke, svi kamioni koje je napravila Krajsler su distribuirani pod Dodž markom.
Ram kamioni su osnovani kao divizija Krajslera 2010. godine, kao spin-of od Dodž-a, i upotrebom naziva linije Dodž Ram-a koja se sada prodaje pod zastavom Ram-a. Prema Krajsleru, brend Ram Trucks će se koncentrisati na "prave kupce kamiona", a ne na kupce koji kupuju kamione za sliku ili stil.
Brend Ram je nastao nakon kupovine Krajslera od strane italijanskog proizvođača automobila Fijat, a planovi su tražili prelazak na Dodž na ekskluzivnu automobilsku liniju sa svim kamionima i budućim teškim kamionima koje je Krasjler prodao pod brendom Ram. Ovo je počelo u 2009. godini. Dizajn teretnih kombija Fijat dukato je usvojen i prodaje se kao Ram ProMaster na severnoameričkim tržištima, popunjavajući prazninu nastalu kada je Daimler okončao proizvodnju Dodž Sprintera 2008. Cilj je bio povećati prodaju kamiona sa današnjih 280.000 na 415.000 2014 ".
Rukovodioci Krajslera su izjavili da nameravaju da se takmiče u kategoriji kamiona sa poluprikolicama sa Ramom, što je omogućeno Fijatovim vlasništvom nad Ivekom i već raspoloživom mrežom Dodž dilera. Iako se Ramovi kamioni prodaju odvojeno od Dodž automobila, bivši predsednik Ram Divižon Fred Diaz izjavio je: "Ramovi kamioni će uvijek i zauvek biti Dodž. Ram će uvek imati amblem Dodž unutar i izvan, i oni će biti" IV "(Identifikacija vozila) Moramo da nastavimo sa tržištem kao Ram, tako da Dodž može imati drugačiji identitet: hip, cul, mlad, energičan. To se neće uklopiti u kampanju za kupce kamiona.
U aprilu 2013. godine, bivši izvršni direktor Fred Diaz napustio je RAM kao potpredsednik Nisanove divizijske prodaje i marketinga. Zamenio ga je Rejd Biglend.
U avgustu 2014. godine, generalni direktor brenda Ram kamion Rejd Biglend bio je angažovan da predvodi brend Alfa Romeo u Severnoj Americi. Najavljeno je da će novi šef brenda Ram Trucks biti dugogodišnji zaposlenik Krajslera Robert Hegblum, koji se pridružio Krajsleru 1986. i ranije je bio direktor za Dodž brend.
Logotip brenda Ram ima glavu ovna, ranije logo koji koristi Dodž.

## Prva generacija
Prva generacija pikapova Dodž Ram predstavljena je 1981. godine. Proizvođač je poštovao oznaku "D" za pogon na zadnje točkove i "V" za verzije automobila sa pogonom na sva četiri točka. Slično kao i pikove marke Ford, indeks opterećenja je određen brojem od 150 (1/2 tona), 250 (3/4 tone) i 350 (1 tona) u ime specifične modifikacije.
Sa stanovišta izgleda, prvi model Ram predstavio je facelift prethodne generacije pikera marke Dodž, koji je imao oznaku D-serije i proizveden je od 1972. godine. i klasični ugaoni dizajn tela. Pored toga, enterijer je potpuno redizajniran, uključujući sedišta i kontrolnu tablu.
D / V Ram je bio opremljen sa jednim od tri moguća motora: Slant-6, zapremine 3.7 litara, V8, zapremine 5.2 litara i V8, zapremine 5.9 litara. Na svakom od motora ugrađeno je nekoliko različitih modela karburatora.
Godine 1984, verziji sa indeksom tereta od 100 dodana je modifikacija kamioneta. Pozicioniran je kao vozilo za one koji treba da nose glomazni teret, ali ne u svakodnevnom režimu. Kasnije, 1990. godine, ovaj model je ukinut zbog ulaska na tržište i početka uspešne prodaje kamioneta Dodž Dakota.
Dizajn tela je 1986. godine malo promenjen. Godine 1988, motori su ažurirani - linijski Krajsler Slant-6 zamenjen je Krajsler LA 239 V6 (sa zapreminom od 3,9 l) sa ubrizgavanjem goriva, motori sa zapreminom od 5,2 l primili su elektronsko ubrizgavanje goriva, i 1989. godine V8 motori sa radnom zapreminom od 5,9 litara takođe su dobili ubrizgavanje goriva. ABS je postao standardna oprema. Osim toga, Dodž je uveo novi automatski mjenjač s prevelikim pogonom kako bi smanjio potrošnju goriva. Ovaj menjač je imao A500 indeks i ponuđen je sa motorom V6 3,9 l i V8 5,2 l. Za teške uslove rada, ponuđena je automatska kutija A727. Iste godine, Kumins serija B dizel je dodata na listu motora i Dodž prodaja je porasla. Dizel Kumins mogao bi biti opremljen automatskim A727 ili 5-brzinskim ručnim mjenjačem, instaliran je na pickupima serije 250 i 350. Ovaj dizel motor je veoma različit od Fordovih i GM motora - ravan šest sa direktnim ubrizgavanjem (GM i Ford su imali V8 dizel motore).
Rešetka je ponovo promenjena 1991. godine, zadržala je velika pravougaona prednja svetla i tip prečke. Motori su značajno nadograđeni 1992. (3.9L i 5.2L) i 1993. (5.9L), ovi motori su imali prefiks "Magnum". Sa motorima od 5,2 l i 5,9 l, motor je ponudio automatski menjač sa overdrajv Torkueflite A518. Godine 1992, Krajsler je preimenovao A500 i A518 kutije u 42RH i 46RH, respektivno. Prva cifra “4” znači 4-brzinski menjač, druga cifra je relativni obrtni momenat, “R” na trećem mestu označava zadnje pogonske točkove, a poslednje slovo “H” znači hidraulično upravljanje. 3-brzinski automatski A727 je preimenovan u 36RH, a A904, A998 i A999 su nazvani 30RH, 31RH i 32RH. Tokom tog vremena, Dodž je izdao Keb Keb kabine, koje su bile opremljene dodatnim sklopivim sedištima. Iako je u kokpitu bio dodat prostor, sklopiva sedišta nisu bila baš udobna, i nije bilo vrata za njih.

### Motori
| Godine    | Snaga                     | Motor            | Moment (ft * lbf) |
| --------- | ------------------------- | ---------------- | ----------------- |
| 1981-1987 | 3,7 L Krajsler Slant-6    | 152 l.s. (71 kV) |                   |
| 1981-1987 | 5.2 L Krajsler LA V8      | 125 hp (104 kV)  | 250               |
| 1981-1988 | 5.9 L Krajsler LA V8      | 170 l (127 kV)   | 270               |
| 1988-1991 | 5.2 L Krajsler LA 318 V8  |                  |                   |
| 1988-1991 | 5,9 L LA V8               | 140 ks (104 kV)  | 260               |
| 1989-1991 | 3.9 L Krajsler LA V6      | 125 l (93 KV)    | 195               |
| 1991-1993 | Krajsler LA 3.9 Magnum V6 |                  |                   |
| 1992-1993 | Krajsler LA 5.2 Magnum V8 |                  |                   |
| 1989-1992 | 5,9 L Krajsler LA V8      | 190 ks (142 kV)  | 140               |
| 1992-1993 | Magnum V8 od 5,2 L        | 235 KS (172 KV)  | 140               |
| 1993      | Krajsler LA Magnum        | 230 l (172 KV)   | 335               |
| 1989-1993 | Kumins dizel B 5.9        | 160l.s.          |                   |

## Druga generacija
Godine 1994., serija Dodž RAM pikapova pretrpela je velike promene koje su uticale na sve: od eksterijera, do ključnih tehničkih jedinica. Analiza želja kupaca pokazala je želju da automobil izgleda kao pravi kamion. Kao rezultat toga, novi model je dobio povećanu veličinu, veliku rešetku i sopstvenu sliku, više nije sličan sličnim automobilima Ševrolet i Ford brendova.
Indeks nosivosti je postao četvorocifreni, sada je kapacitet opterećenja označen kao 1500, 2500 i 3500 (ova numeracija je i dalje važeća). Modifikacija modela 3500 opremljena je dvostrukim točkovima zadnje osovine, a za 2500 su postojale dve opcije: Teški Duti i Laki Duti. Prvi je kompletiran i sa duplim točkovima zadnje osovine. Svaka od modifikacija je ponuđena u verzijama pogona na zadnje točkove i pogonu na sva četiri točka.
Novi RAM je opremljen sledećim benzinskim motorima: 3.9L V6, 5.2l V8, 5.9L V8 i Kumins turbo dizel. Pored toga, 8,0-litarski V10 motor je uskoro dodan na liniju, koja je pozicionirana kao izbor za one kojima su potrebne karakteristike velike snage, ali ne žele da se uključe u dizel motor, koji još uvek nije veoma popularan u SAD. V10 motor i Cummins dizel su instalirani na pickup-ovima sa indeksom opterećenja od 2500 i više.
Model iz 1994. godine pokazao je uspešnu prodaju za sve godine svog postojanja, čiji je vrhunac pao 1999. godine, kada je prodato više od 400.000 automobila. Međutim, nakon što je 1999. godine ažurirao asortiman Ševroletovih pikapova, prodaja je blago opala.
Godine 2002, novi Dodž RAM 1500 je najavljen, a čak i tada, kada je počela njegova proizvodnja, modifikacije 2500 i 3500 nastavljaju da se proizvode u starom telu do 2003. godine. To je bilo zbog činjenice da se očekivalo da će novi 5.7-litarski V8 HEMI motor zameniti popularni 5.9L V8.

### Motori
| Godine      | Snaga                    | Motor           | Momenat (ft*lbf) |
| ----------- | ------------------------ | --------------- | ---------------- |
| 1994 — 2001 | 3.9 L Magnum V6          | 175 hp (131 kV) | 220-225          |
| 1994 — 2001 | 5,2 L Magnum V8          | 220 ks (172 KV) | 300              |
| 1994 — 1997 | 5,9 L Magnum V8          | 230 KS (127 kV) | 330              |
| 1994 — 1995 | Magnum 12 Valve Dizel I6 | 300 hp (224 KV) |                  |
| 1994 — 2001 | 8,0 L Ram Čvrst V10      | 310 KS (230 kV) | 450              |
| 1998 — 2001 | 5,9 L Magnum V8          | 250 ks (142 kV) | 345              |

## Treća generacija
Treća generacija Dodž Ram proizvedena je od 2002. do 2008. (modeli 2500 i 3500 - od 2003. do 2009. godine).

Kao i na ranijim modelima, modifikacije su izdate sa pogonom na sva četiri točka (čvrsto spojena prednja osovina, 4VD sa skraćenim radnim vremenom, bez centralnog diferencijala) i samo pogon na zadnje točkove.
Prenosna kutija za većinu proizvedenih mašina sa pogonom na sva četiri točka mehanički se kontroliše pomoću poluge (ona se takođe smatra pouzdanijom u radu), ali postoji kompletan set sa električnom kontrolom. Položaj prekidača - 4vd smanjena / neutralna / 2vd / 4vd povećana. Povezivanje prednjih točkova sa modom (4vd hi) može se raditi u pokretu pri brzinama do 80 km / h. Zbog dizajnerskih karakteristika pogona na svim točkovima preko tvrdog priključka prednje osovine, ne preporučuje se upotreba na premazu sa dobrim prianjanjem.
Na model je instaliran 45RFE automatski menjač pre fejslift-a, nakon čega je instaliran 5-brzinski 545RFE. Postoji mogućnost da se gornja oprema kutije ograniči na bilo koji raspoloživi broj. Na dizel i teretnim modelima stavljaju se drugi, poboljšani automatski menjač, posebno 68RFE. Pored toga, instalirani su i automatski menjač - 46RE / 47RE / 48RE.
Raspon motora koji se instalira prikazan je na kartici modela desno. Najpopularniji motori su 4,7 Magnum i 5,7 HEMI od benzina i 5,9 Cummins od dizela. Benzinski motor zapremine 5,9 litara ušao je u treću generaciju iz prošlosti karoserije i instaliran je samo godinu dana i samo na modelu sa indeksom 1500.
Standardna oprema: ST, SLT, SLT Laramie. Dužina tela: 6,9 ili 8 stopa (1,97 / 2,43 m). Godine 2004. izdane su verzije sa Dodž Viper 8.3L V10 motorom, koje su dobile SRT-10 indeks. Izašla je verzija sa kabinom sa 2 vrata i verzijom sa 4 vrata. Automobili su imali samo pogon na zadnje točkove i ručni mjenjač sa 6 brzina (kasnije je bila verzija sa automatskim menjačem).
U 2006. godini predstavljena je ažurirana verzija Dodge RAM-a. Generalno, može se opisati kao facelift prethodnog, promenjen: farovi, zadnja svetla i enterijer. Pojavila se verzija kabine Mega Keb koja kombinuje telo od dva metra i dodatnu dužinu kabine od 20 inča koja vam omogućava da udobno sedite tri putnika na zadnjem sedištu podešavanjem ugla naslona. Kao opcija, sada je bio ponuđen navigacioni sistem, a farovi su poboljšani za bolju efikasnost. Kasnije je isti fejslift dotakao i modele 2500/3500.
Pored toga, 2006. godine, osnovni motor V8 5,7 HEMI na ažuriranim pikapovima sa indeksom 1500 nabavio je sistem za zatvaranje cilindra koji je instaliran na Krajsler / Dodž sedans od 2004. godine. Ovaj motor vam omogućava da uštedite gorivo tokom vožnje, kako u gradu, tako i na autoputu.
Godine 2007, Krajsler je najavio izdavanje novih verzija teških modela piakapa u 2008. godini sa indeksima tereta od 4.500 (bruto težina 7500 kg) i 5.500 (bruto težina 8800 kg). Kompletan sa Kumins  6,7 litarskim dizel motorima. Automobili su krenuli u prodaju sa kompletnim setom karoserije - Časis Keb (šasija), što vam omogućava da na okvir instalirate bilo koje neophodno telo ili opremu. Ista vrsta konfiguracije karoserije - šasija - postala je dostupna za model 3500.
Od 2008, Dodž RAM 1500 sa zapreminom motora od 4,7 litara počeo je da instalira ažuriranu verziju motora kapaciteta 313 litara. c.
U tradiciji Dodž-a, izdato je mnogo specijalne opreme prilagođene sportu (Rembl Bi, Dajtona, Hemi Sport), za van puteva (Pover Vagon). Treba pomenuti i verziju sa glasnim zvučnim signalom. Svi su oslobođeni u ograničenim količinama.

## Četvrta generacija
Dodž Ram četvrte generacije debitovao je na Međunarodnom Auto Šovu u Detroitu 2008. godine. Prezentacija je organizovana uz učešće čitavog stada goveda. Emisiju je publika posebno pamtila ne samim automobilom, već prirodnim potrebama životinja.
Novi kamionet je napravio još jedan korak ka prilagođavanju kamiona za svakodnevnu upotrebu. U zadnjim krilima su se nalazile niše za prtljag, poboljšana je suspenzija, dodata je jedinica za stabilnost kursa, a unutrašnjost je transformisana (unutrašnja oprema je značajno poboljšana, upotrebljena je visokokvalitetna plastika, zamenjeni su uređaji za osvetljenje i regulatori). Pojava pikap-a odredila je trenutne trendove i trendove unutar brenda. Ram ima osobnost.
U liniji modela Dodž Ram, od 2009. godine, primljene su samo verzije sa indeksom opterećenja od 1500. Od 2010. godine (model) planirano je njihovo izdavanje - 2500 i 3500.
Na sajmu automobila u Njujorku 2012. godine, modernizovan Ram 1500 predstavljen je sa modifikovanim izgledom, poboljšanom aerodinamikom, revidiranim lenjirom motora i novim 8-brzinskim TorkueFlite automatskim pištoljem. Takođe, proizvođač proizvodi specijalna izdanja modela 1500. Na primer, u periodu od 2016. do 2018. godine već su izdate sportske verzije modela: Subajm (zelena), Kuper, Mojave Send i Ignition Oranž Sport, a poslednji ( objavljeno krajem 2017) je Gains Hidro Blu Sport.

## Proizvodnja
Vozila Ram proizvode se u tri objekta, dva u Severnoj Americi i jedan u Evropi.
- Veren Trak Asembl, Veren, Mičigen, Sjedinjene Američke Države. Prvi put otvoren 1938. godine, objekat je proizveo kamione za Dodž i Ram više od 70 godina. U blizini fabrike nalaze se i fabrika metalnih žigova Veren, alatka Mount Eliot i postrojenja za umiranje koja doprinose delovima i komponentama za proizvodnju serije Dakota i 1500. \ t Sledeći modeli trenutno se sklapaju na postrojenju: Ram 1500 serija, svi kabini za posadu i modeli sa dvostrukom kabinom za globalno tržište su sastavljeni ovde osim za Ram 1500 Laramije, koji je izgrađen u oba objekta u Veren-u i Ramovom Saltiljovom sastavu za Meksikanca tržištu.
- Saljtilo Kamion Asembl, Saltiljo, Meksiko. Fabrika proizvodi kompletnu paletu serija Ramovih kamiona, kao i DKS šasiju i ProMaster kombi. Fabrika je osvojila brojne nagrade i priznata je kao najbolja kamiona u Krajsleru u smislu kvaliteta izrade.[6] Fabrika za štancanje Saltiljo je takođe priključena na objekat.

U pogonu se grade sledeći modeli:
- Ram 1500 svi modeli kabine raznih nivoa opreme koji se prodaju globalno se proizvode u pogonu kao i kabina za posadu Ram 1500 Laramije za meksičko tržište.
- Ram 2500 svi modeli raznih nivoa opreme, tip kabine i dužina kreveta. Vozila koja se ovde grade se prodaju globalno.
- Ram 3500 svi modeli raznih nivoa opreme, tip kabine i dužina kreveta. Vozila koja se ovde grade se prodaju globalno.
- Ram 4500 svi modeli raznih nivoa opreme, tip kabine i dužina kreveta. Vozila koja se ovde grade se prodaju globalno.
- Ram 5500 svi modeli raznih nivoa opreme, tip kabine i dužina kreveta. Vozila koja se ovde grade se prodaju globalno.
- DKS Časis Keb proizveden samo za meksička i kanadska tržišta.
- Ram ProMaster

Tofas, Bursa, Turska. Fabrika proizvodi vozila prvenstveno za evropsko tržište; međutim, Ram ProMaster Siti se proizvodi u Tofasu i uvozi u Severnu Ameriku.

## U popularnoj kulturi
Ram Kamion ušao je u popularnu kulturu na nenameran način 4. februara 2018. godine tokom Superboul LII. Njihova komercijalna upotreba propovedi Rev. Dr. Lutera Kinga Jr. "Veliki bubanj bubnja" brzo je i široko prihvaćena od strane publike, akademika, medija i društvenih medija. Posebno je zabrinjavajuća njegova podmukla upotreba govora u kojem je kralj osuđivao reklamiranje ("tako često nas oglašivači ... one gospodo masivnog verbalnog ubeđivanja") prodaju kako bi prodali još Ramova kamiona. Za nekoliko sati kreatori sadržaja na jutubu-u su napravili spin-of ("Šta je Martin Luter King zapravo razmišljao o reklamama u automobilu", "Dodž za reklame za MLK Superboul nije vam pokazao", "šta je Dodž ostavio iz svog MLK-a u Superboulu “itd.) koji su pokazali tačniju perspektivu Kingove propovedi i mišljenja o oglašavanju.

## Spoljašnje veze
- Zvanični sajt